# Писанка (село)
Пи́санка — село в Україні, у Долинській міській громаді Кропивницького району Кіровоградської області. Населення становить 71 особу.

## Населення
Згідно з переписом УРСР 1989 року чисельність наявного населення села становила 80 осіб, з яких 36 чоловіків та 44 жінки.
За переписом населення України 2001 року в селі мешкало 69 осіб.

### Мова
Розподіл населення за рідною мовою за даними перепису 2001 року:
| Мова       | Відсоток |
| ---------- | -------- |
| українська | 95,77 %  |
| російська  | 4,23 %   |